# Radium 226.05
Radium 226.05 startade 1983 som ett konstgalleri på Husargatan i Haga, Göteborg och grundades av Carl Michael von Hausswolff och Ulrich Hillebrand. Snart därefter anslöt sig Erik Pauser. Från början var det tänkt att Radium 226.05, eller bara Radium som det ofta kommit att kallas, skulle vara en tidskrift men med tiden blev det synonymt med ett skivbolag för experimentell musik och pop. 
Från början användes lokalen på Husargatan som ett galleri där Radium arrangerade utställningar med bland andra Thomas Liljenborg, Leif Elggren, Malgorzata Kubiak, Peter Hagdahl och William S. Burroughs. De arrangerade även en filmfestival och gav ut en tidskrift i två nummer. Redan första året gav de ut två singlar och 1984 gav de ut samlings-LP:n Gothenburg -84. Vid denna tid var gränserna för vad Radium kunde vara ganska otydliga, och det genreöverskridande var legio. Först några år senare fick Radium 226.05 en tydligare identitet som skivbolag. Bolaget kom att ge ut skivor med pop- och rockartister som Union Carbide Productions, Stonefunkers, Blue For Two, Sator och Twice a Man men även med mer experimentell musik och ljudkonst av som Sten Hanson, Rune Lindblad, Texas Instruments och Phauss. Efter ett tag flyttade skivbolaget till större lokaler på Södra Allégatan 3, ovanpå före detta Renströmska badet (nuvarande Hagabadet) och där drev Hausswolff, Hillebrand och Pauser bolaget fram till 1993 då det såldes till MNW.

## Artister utgivna på Radium 226.05
- Ashtray Cocktail
- Bilting/Karkowski
- Black Snakes
- Blue For Two
- Cortex
- Leif Elggren
- Excellent Accident
- Stefan Falk
- Carl-Axel Hall
- Sten Hanson
- Carl Michael von Hausswolff
- Rune Lindblad
- Lucky People Center
- Raoul Luft
- Marie and the Wildwood Flowers
- Master Fatman
- Mental Hackers
- The Mobile Whorehouse
- Ocal Waltz
- Phauss
- P.I.T.T. & The Dreamers
- Psychotic Youth
- Martin Rössel
- Sator/Sator Codex
- Sonic Walters
- Stillborn
- Stonefunkers
- Per OC Svensson
- Texas Instruments
- The Too Much Too Soon Orchestra
- Twice a Man
- Union Carbide Productions
- Freddie Wadling
- Whipped Cream